# فرانك إس. ويليامسون
فرانك إس. ويليامسون (بالإنجليزية: Frank S. Williamson)‏ هو شاعر أسترالي، ولد في 1865، وتوفي في 1936.